# Sileneae
Sileneae DC., 1824 è una tribù di piante della famiglia Caryophyllaceae.

## Distribuzione e habitat
La tribù è presente in prevalenza nelle regioni temperate dell'emisfero settentrionale ed ha il suo centro di maggiore biodiversità nel bacino del Mediterraneo e nel Medio Oriente

## Tassonomia
La tribù comprende i seguenti generi:
- Agrostemma L.
- Atocion Adans.
- Eudianthe (Rchb.) Rchb.
- Heliosperma (Rchb.) Rchb.
- Petrocoptis A.Braun ex Endl.
- Silene L.
- Viscaria Bernh.

### Alcune specie

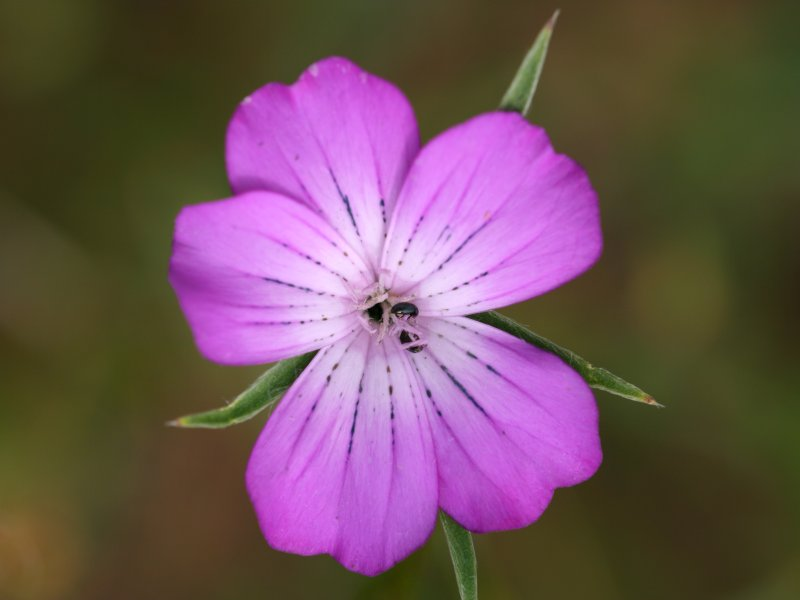
Agrostemma githago
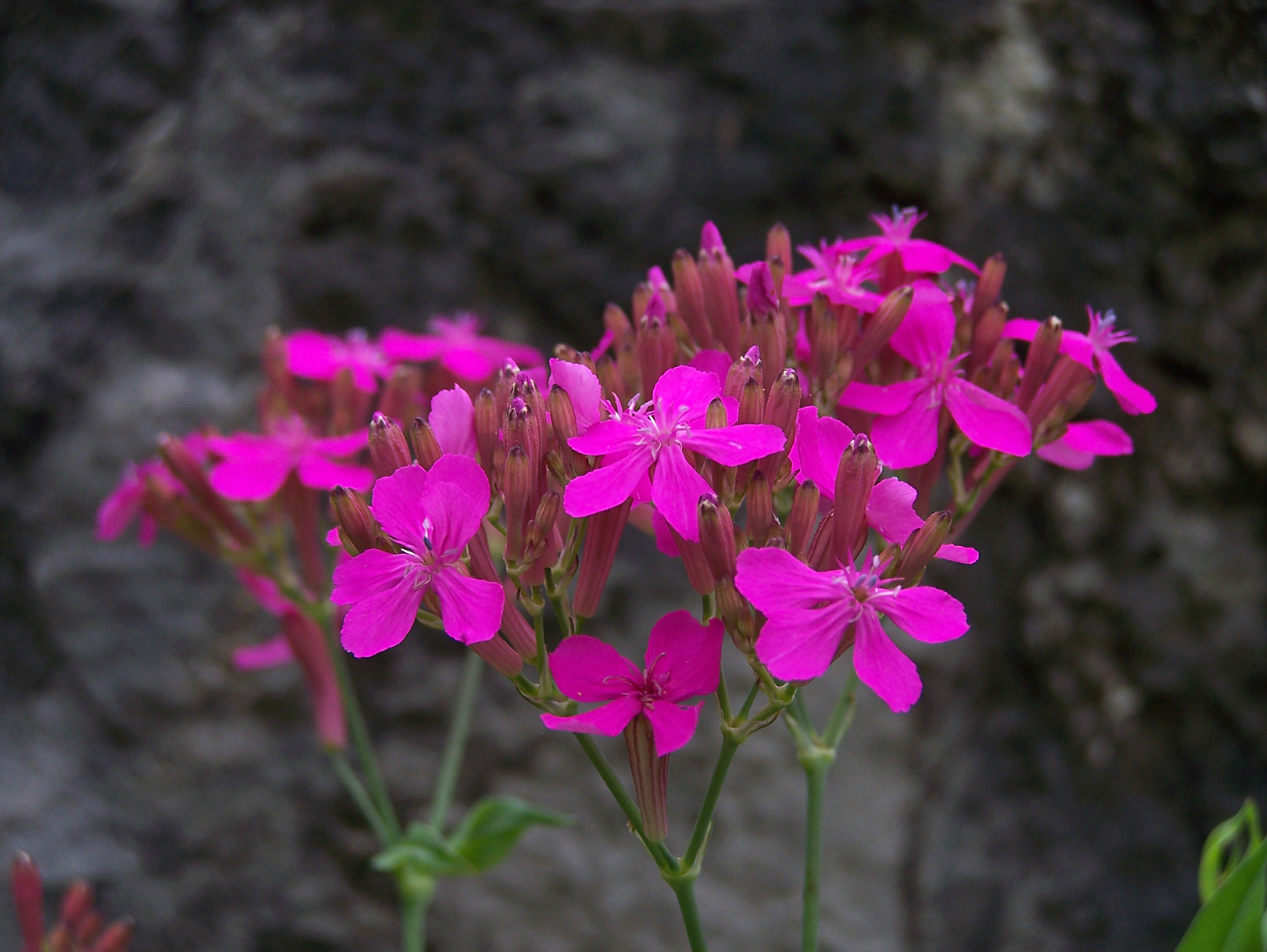
Atocion armeria
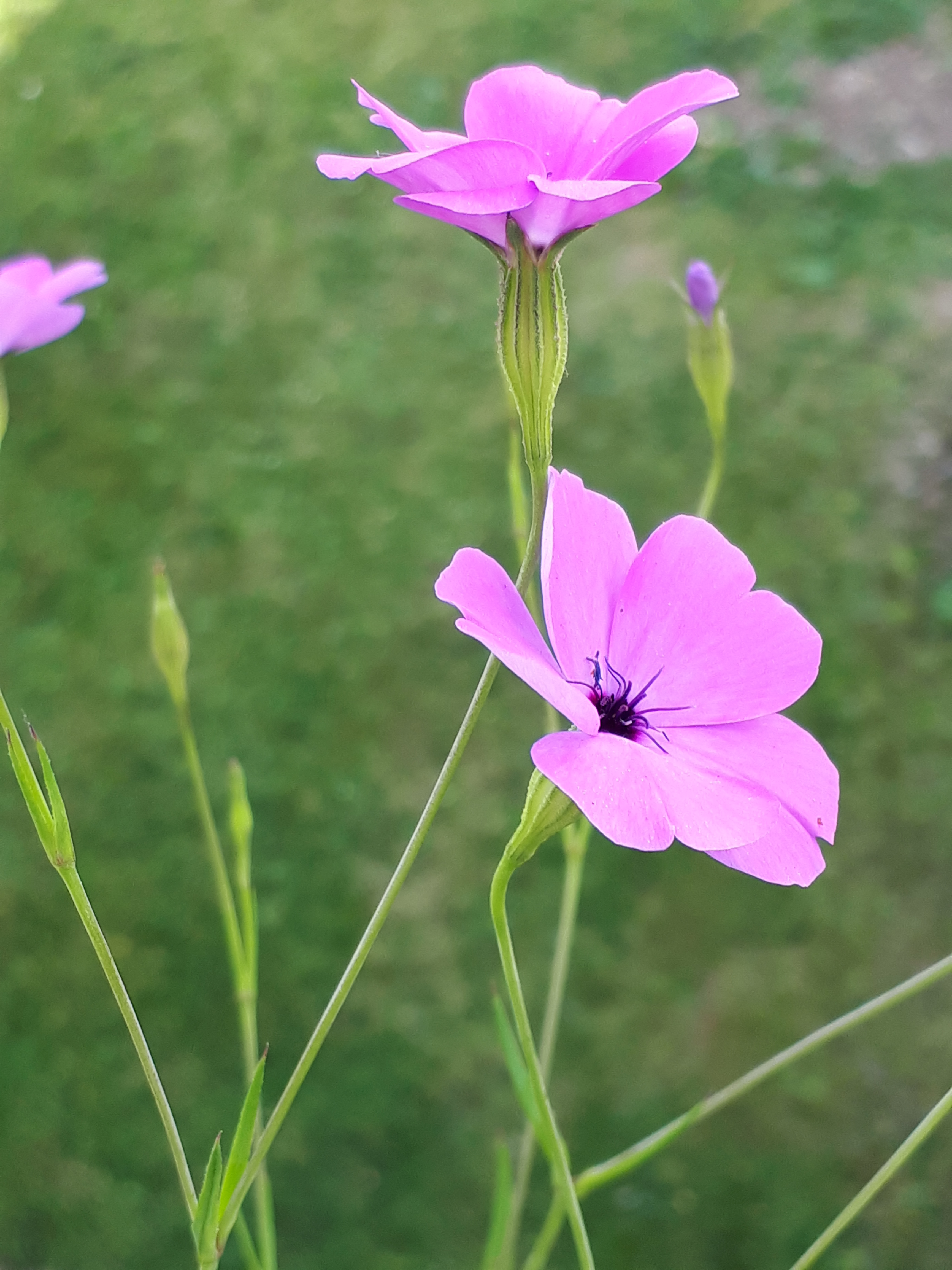
Eudianthe coeli-rosa
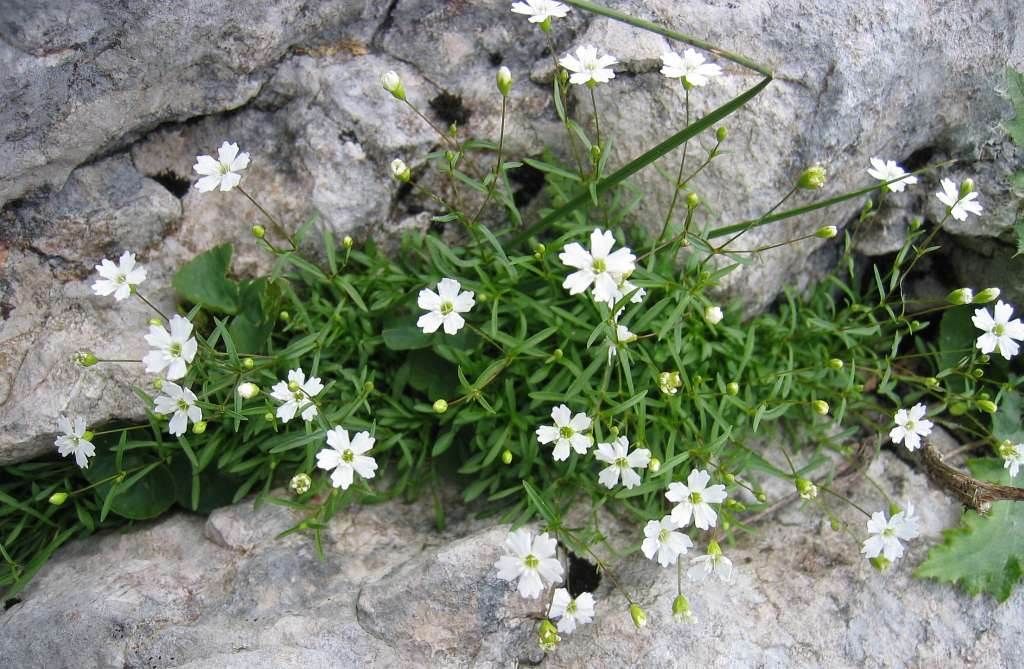
Heliosperma pusillum